# Палецкова
Палецкова — деревня в Байкаловском районе Свердловской области России России. Входит в состав Баженовского сельского поселения.

## География
Деревня Палецкова расположена на левом берегу реки Иленки и правом берегу её левого притока — реки Сараевки, в 18 километрах на северо-восток от села Байкалова — районного центра.
На противоположном берегу Сараевки и ниже по течению Иленки расположено село Баженовское — административный центр сельского поселения, в состав которого входит Палецкова.

### Часовой пояс
Палецкова, как и вся Свердловская область, находится в часовой зоне МСК+2. Смещение применяемого времени относительно UTC составляет +5:00.

## Население
| 2002 | 2010 | 2021 |
| ---- | ---- | ---- |
| 553  | ↘506 | ↘427 |

## Известные уроженцы
В деревне Палецковой родился Никита Егорович Шутов (1912—1961) — полный кавалер ордена Славы.

## Инфраструктура
В деревне Палецковой четыре улицы: Кайгородова, Калинина, Ленина и Шутова.